# Aarhus Fremad
Az Aarhus Fremad egy dán labdarúgócsapat. A klubot 1887-ben alapították, jelenleg a harmadosztályban szerepel. Stadionja a Riisvangen Stadion, amely 4500 néző befogadására alkalmas.

## Jelenlegi keret
| #  |     | Poszt | Név                |
| -- | --- | ----- | ------------------ |
| 1  | DNK | K     | Henrik Bundgaard   |
| 3  | DNK | KP    | Nikolaj Feldborg   |
| 4  | DNK | V     | Jimmy Høyer        |
| 6  | DNK | CS    | Ruben Nygaard      |
| 8  | DNK | KP    | Martin Sild Hansen |
| 10 | DNK | CS    | Brian Johansen     |
| 13 | DNK | CS    | Mark Jensen        |
| 14 | DNK | CS    | Mikael Deigaard    |
| 15 | DNK | KP    | Theis Andersen     |
| 16 | DNK | V     | Christian Foder    |
| 18 | DNK | V     | Erik Bjerg         |

| #  |     | Poszt | Név                  |
| -- | --- | ----- | -------------------- |
| 19 | DNK | KP    | Søren Sinnbeck       |
| 20 | DNK | V     | Morten Krogsgaard    |
| 21 | DNK | KP    | Anders Sørensen      |
| 22 | DNK | CS    | Rune Friis           |
| 28 | DNK | KP    | Jeppe Teglskov       |
| 29 | DNK | V     | Anders Brøchner      |
| 30 | DNK | K     | Peter Ravn           |
| 32 | DNK | KP    | Rasmus Østenkær      |
| 35 | DNK | KP    | Morten Bjerg Poulsen |
| 38 | DNK | V     | Thomas Sandau        |
| 39 | DNK | V     | Andreas Dennak       |
| 40 | DNK | CS    | Simon Rytter         |
| 41 | GRL | V     | Niklas Kreutzmann    |

## A legutóbbi szezonok
| Szezon                            |    | Poz. | M  | Gy | D | V  | RG | KG | P  | Kupa | Notes       |
| --------------------------------- | -- | ---- | -- | -- | - | -- | -- | -- | -- | ---- | ----------- |
| 1997-1998                         | 1D | 10   | 33 | 9  | 6 | 18 | 51 | 73 | 33 |      |             |
| 1998-1999                         | 1D | 11   | 33 | 7  | 8 | 18 | 51 | 73 | 29 |      | kiesett     |
| 7 szezon alacsonyabb osztályokban |    |      |    |    |   |    |    |    |    |      |             |
| 2006-2007                         | 2D | 14   | 15 | 4  | 2 | 9  | 15 | 24 | 14 |      | folyamatban |

## Ismertebb játékosok
- Chris Iwelumo
- Bjørn Kristensen
- Søren Hermansen
- Brian Priske

## Külső hivatkozások
- (dánul) Hivatalos weboldal